# Kampl
Kampl, so der ursprüngliche Titel, in der gedruckten Fassung dann Kampl oder das Mädchen mit Millionen und die Nähterin, ist eine Posse mit Gesang in drey Acten von Johann Nepomuk Nestroy im Sinne des Alt-Wiener Volkstheaters. Sie wurde am 29. März 1852 am Carl-Theater in Wien uraufgeführt.

## Inhalt
Der idealistische Landarzt Kampl wird vom Baron von Felsbach beauftragt, die einst im Zorn weggegebene jüngere Tochter wiederzufinden. Er hatte damals seine Frau des Ehebruchs verdächtigt, sie mit der älteren Tochter in die Bäder geschickt und das zweite ungewollte Kind Kampl übergeben, dessen ungetreue Frau jedoch mit dem Mädchen verschwand.
Felsbachs ältere Tochter, die reiche Erbin Pauline, soll sich nach den Plänen der geldgierigen Sidonia von Waschhausen mit ihrem Sohn Ludwig vermählen, ihre Schwägerin Cecilie will dasselbe für ihren Günstling Gerbrand, einen charakterlosen Heuchler, und Hippolit für seinen Freund Zackenburg, einen hemmungslosen Schürzenjäger und Intriganten, erreichen. Hippolit, Sidonia und Cecilie glauben in Kampl einen willfährigen Helfer für ihre Absichten gefunden zu haben. Kampl warnt Felsbach vor den Gefahren, denen die reiche Tochter ausgesetzt ist:
„Siehst du nicht ein, alter Schulspeci, dass gerade diese Tochter am g'fährlichsten dran is? die andre, mein Gott, lebt sie, so krieg'n wir's, und hab'n wir's, so beglück'n wir's; das ist Kinderey, aber die als Millionenwesen und Solo-Waise preisgegebene –“
Auch der arbeitsscheue Gabriel will seine Nichte Netti – die gesuchte jüngere Tochter Felsbachs – aus Eigennutz reich verheiraten, obwohl diese den Baron Ludwig von Auenheim liebt, den sie allerdings für einen einfachen Schreiber hält. Dass Gabriels Sohn Wilhelm die ihm als Prüfung angetragene Ehe mit Pauline ausschlägt, weil er eine andere liebt (die aber eigentlich Pauline ist), lässt Gabriel noch mehr verzweifeln. Für Pauline ist dies jedoch der Beweis von Wilhelms echten Liebe zu ihr und nicht zu ihrem Reichtum.
Kampl löst schließlich die verwickelte Situation, indem er alle Geheimnisse aufklärt und die wahren Liebenden zusammenbringt. Baron von Felsbach erkennt Netti als Tochter an und überschreibt ihr sein Vermögen.
„Nun kann ich ihr mein halbes Vermögen nicht geben, weil sie das ganze bekommt, kann sie auch nicht adoptieren, weil sie meine wirckliche Tochter ist. (zu Nettchen) Mein liebes Kind!“

## Werksgeschichte
Die Handlung basiert auf dem Feuilletonroman L’Orgueil, La Duchesse („Der Stolz. Die Herzogin“) von Eugène Sue aus dem Jahre 1848. Dieser Roman ist Teil des Zyklus Les Septs Péchés capitaux („Die sieben Todsünden“), dieser Teil erschien, verteilt auf 60 Folgen, in der Pariser Zeitschrift Le Constitutionnel vom 8. November 1847 bis zum 18. Februar 1848. Trotz der französischen Vorlage bescheinigt die zeitgenössische Presse Nestroy, er habe endlich wieder ein echt wienerisches Spiel mit einem „süßen Mädl“ – Netti – auf die Bühne gebracht.
Der Marquis von Maillefort, ein buckliger Adeliger alter Sorte, geistreich, satirisch, hart gegen seine Feinde, aber auch liebenswürdig gegen diejenigen, die er achtet, wurde von Nestroy in den schlauen und hilfsbereiten Badearzt Kampl verwandelt, Herminie, genannt „La Duchesse“, eine Klavierlehrerin und armes Kind der Liebe in die bescheidene und liebende Netti, die hoffärtige, auf ihren Titel eingebildete Herzogin von Senneterre entspricht der Sidonia bei Nestroy. Ihr Gegenstück, die sanftmütige, naive und herzensgute Ernestine Beaumesnil wird zur ebenso gezeichneten Pauline. Die skurrile Figur des Kanzleidieners Gabriel Brunner wurde vom Autor speziell für seinen Kollegen Wenzel Scholz dazugedichtet.
Ursprünglich wollte Nestroy sein Bühnenstück Zwei Töchter, zwei Bälle nennen und für die Hauptfigur Kampl plante er vorerst Schröpf oder Schartig (als Berufsnamen), schließlich noch Menschlich-Humanus (als Typennamen). Diese Ideen zu Titel und Namensgebung weisen auf den ursprünglichen Plan des Autors hin, wieder – so wie bei Zu ebener Erde und erster Stock und Das Haus der Temperamente – ein Werk mit kontrastierender Symmetrie zu verfassen.
Die schwierige Aufgabe, die verschlungene Handlung des Kolportageromanes in ein Bühnenstück umzusetzen, wurde von Nestroy deshalb als eigenständige, gänzliche Umarbeitung mit dem Schwerpunkt auf den sozialen Gegensatz der beiden Mädchen gelöst. Besonders die im Roman breit ausgeführte Vorgeschichte ist neu gestaltet, nicht nur adaptiert worden. Im Gegensatz zum Sozialromantiker Sue weist der Satiriker Nestroy deutlich auf die Unabänderlichkeit der menschlichen Charaktere im Guten wie im Bösen hin.
Die Bewilligung der Zensurstelle erfolgte am 26. März 1852, allerdings wurde am 2. Juni angezeigt, dass sich Nestroy bei seinem Couplet nicht korrekt an den bewilligten Text halte. Diese zu spät eingebrachte Beschwerde hatte jedoch keine weiteren Folgen außer einer Rüge durch den Statthalter.
In der Uraufführung spielte Nestroy den Kampl, Wenzel Scholz den Kanzleidiener Gabriel Brunner, Alois Grois seinen Bruder Bernhard, Emma Zöllner die Netti.
Ein eigenhändiges Manuskript Nestroys für den I. und III. Akt, ein weiteres für den II. Akt und ein eigenhändiger Couplet-Text (Kampl, I. Act, 11te Scene)  werden in der Handschriftensammlung der Wienbibliothek im Rathaus aufbewahrt. Eine Partiturabschrift beider Couplets mit dem Wortlaut der jeweils ersten Strophe findet sich in der Musiksammlung der Österreichischen Nationalbibliothek. 1853 wurde der teilweise geänderte Text von der Theater-Agentur des Adalbert Prix als Druck unter dem Titel Kampl oder das Mädchen mit Millionen und die Nähterin herausgegeben.

## Zeitgenössische Rezeption
Die Zeitschrift Der Österreichische Zuschauer schrieb am 3. April 1852 (Nr. 27, S. 431):
„Die drolligen Situationen, gut kombinierte Intermezzo's, durchflochten von kernigen, Schlag auf Schlag fallenden Witzen, gestalten das Ganze zu einer so eigenthümlichen Schöpfung, dass wir das Unvermögen vieler anderer Possenschreiber erst recht einsehen lernen.“
Besonders werden auch die schauspielerischen Leistungen von Nestroy und Scholz gelobt.
Der Nestroy stets kritisch gegenüber stehende Humorist vom 31. März (Jg. 16, Nr. 77, S. 314) ließ den Erfolg des Stückes nur in Hinblick auf die vorausgegangenen schwächeren Werke des Autors gelten:
„Uebrigens ist man bei Nestroy'schen Possen schon seit geraumen Zeiten gewöhnt, dass wohl gegliederte Handlung, Consequenz der Charaktere, Wahrscheinlichkeit der Begebenheiten, durchaus mackellose moralische Gestaltung der Ideen u. Dgl. keine 'conditiones sine qua non' seien.“
Ebenfalls an diesem Tag war in Adolf Bäuerles Wiener Theaterzeitung großes Lob für den „Gipfelpunkt der Wiener Posse in ihrer ganzen Originalität“, den „Reichthume der Poesie“ und „Gold der Gesinnung“ zu finden.
Bei Nestroys Berliner Gastspiel mit Kampl (vom 20. Juli bis 9. August 1852) schrieb die Neue Preußische Zeitung am 2. August:
„Kampl gehört zu den witzigsten komischen Lebensbildern, welche der Hogarth des Wiener Humors, wie man Nestroy mit Recht genannt, seit Jahren auf die Bühnenwand gezeichnet hat.“

## Spätere Interpretationen
Schon Otto Rommel bezeichnet 1908 Kampl als das „bedeutendste Sück der sittenschildernden Richtung“ (Zitat) des Dichters. Der in Nestroys Quelle (bei Sue) nur angedeutete Gegensatz zwischen Adeligen und Bürgerlichen werde bei ihm zum Angelpunkt der Handlung. Dies zeige sich besonders deutlich bei der Umwandlung des ritterlichen Marquis von Maillefort in den schlichen, grob-ehrlichen Landarzt Dr. Kampl.
Nach Helmut Ahrens stelle die Figur des Arztes Kampl den „gealterten, gereiften, weniger aggressiven, vielleicht sogar etwas gemütvollen, wenngleich niemals süßlichen Johann Nepomuk Nestroy“ (Zitat) dar. Wie der Dichter selbst beobachte Kampl das Treiben rund um ihn aus der Distanz. Im Unterschied zum schneidend scharfen Schnoferl aus Das Mädl aus der Vorstadt, dem Abbild Nestroys früherer Zeiten, sei Kampl nun ein neugieriger, nie penetranter Helfer geworden.
Auch Franz H. Mautner stellt fest, dass neben Nestroys Witz mit dem fortschreitenden Alter immer mehr der weise und gütige Dichter hervorkomme, nicht nur der scharfzüngige Zyniker:
„Diese »Reife«, der gemäßigte Realismus und die liebevolle Milieuschilderung des kleinbürgerlichen Hausballs ließen die zeitgenössische Kritik 'Kampl' als Höhepunkt des Schaffens Nestroys erscheinen.“

## Neuzeitliche Aufführungen
- 1947 Volkstheater Wien, Regie: Gustav Manker, Bühnenbild: Otto Niedermoser, mit Karl Skraup (Kampl), Theodor Grieg (Gabriel Brunner), Inge Konradi (Netti), Karl Kalwoda (Bernhard), Egon von Jordan (Hippolyt Schwamm), Emil Stöhr (Wilhelm), Erika Pelikowsky (Pauline), Oskar Wegrostek (Habmann), Walter Kohut (Kommis Fackler). Bis dahin nie gespielte Urfassung von Nestroys Alterswerk, das dieser in seinem Testament noch zum Verbrennen bestimmt hatte.
- 1978 Burgtheater Wien, Regie: Leopold Lindtberg, mit Josef Meinrad, Attila Hörbiger, Robert Meyer, Michael Janisch
- 2004 Theater in der Josefstadt Wien, Regie: Herbert Föttinger, Musikalische Einrichtung: Michael Rüggeberg, mit Helmuth Lohner, Otto Schenk, Marianne Nentwich